# Devetopojasni armadil
Devetopojasni armadil (lat. Dasypus novemcinctus) je sisavac iz reda Cingulata.
Ima široko rasprostranjenje i česta je vrsta.

## Rasprostranjenost
Areal vrste obuhvaća veći broj država. Devetopojasni armadil ima stanište u: Panami, Argentini, Trinidadu i Tobagu, Grenadi, Sjedinjenim Američkim Državama, Brazilu, Meksiku, Venezueli, Kolumbiji, Peruu, Ekvadoru, Boliviji, Paragvaju, Nikaragvi, Kostarici, Gvatemali, Hondurasu, Salvadoru, Belizeu, Gvajani, Surinamu, Francuskoj Gvajani i Urugvaju.
Devetopojasni armadil je najrašireniji od svih armadila. Njegov preci nastali su u Južnoj Americi, gdje su ostali tisućama godina, sve dok nije nastala prevlaka Panama preko, koje su došli u Sjevernu Ameriku kao dio Velike američke razmjene životinja.
Općenito teži 2,5 do 6,5 kg, iako najveći primjerci mogu težiti do 10 kg. To je jedan od najvećih vrsta armadila. Glava i tijelo dugi su 38–58 cm, a zajedno s 26–53 cm dugim repom, ukupno je dug 64–107 cm dug. Ima devet okomitih pojasa (kolutova) na sredini tijela.
Devetopojasni armadil je usamljena, uglavnom noćna životinja, koja se nalazi u mnogim vrstama staništa, od zrelih i sekundarnih prašuma do travnjaka i pustinja i vegetacija sušnih područja. Kukcojed je, hrani se uglavnom mravima, termitima i drugim malim beskralježnjacima. Može skočiti 91–120 cm ravno u zrak, ako je uplašen, što je posebno opasno na cestama.
Proglašen je jednim od simbola Teksasa.